# Fencewalker
Fencewalker es una película dramática escrita y dirigida por Chris Carter, conocido por crear la serie de televisión The X-Files. La película, que al parecer es "una pieza semiautobiográfica sin elementos sobrenaturales", ha sido filmada en secreto en el área de Los Ángeles. Un distribuidor aún no ha sido contratado, y una fecha de lanzamiento todavía no se ha anunciado.

## Elenco
- Natalie Dormer[1]
- Katie Cassidy[1]
- D. B. Sweeney[1]
- Xzibit[1]
- Derek Magyar[1]
- Mehcad Brooks[1]
- Steve Monarque[1]
- Sherry Stringfield[2]

## Premisa
The Hollywood Reporter describe Fencewalker como "una pieza semiautobiográfica sin elementos sobrenaturales". 

## Producción
Chris Carter escribió el guion para Fencewalker y comenzó la producción de la película en secreto. Carter financió personalmente la película, que al parecer cuenta con un presupuesto modesto. El rodaje tomó lugar en junio de 2008 en el área de Los Ángeles, incluyendo la ciudad natal de Carter, Bellflower.
The Baltimore Sun informó el mes de julio que el proyecto personal de Carter quizás no tenga lanzamiento.